# هاري شولمان
هاري شولمان (بالإنجليزية: Harry Shulman)‏ هو اقتصادي أمريكي، ولد في 14 مايو 1903 في موجيلوف في بيلاروس، وتوفي في 20 مارس 1955 في هامدن في الولايات المتحدة.